# إبراهيم الخراساني
إبراهيم بن أبي محمود الخراساني، هو أحد رواة الحديث عند الشيعة، عاصر اثنين من أئمتهم وهما الإمامَان الكاظم والرضا عليهما السلام، وأكثر من الرواية عن الإمام الرضا، كما أدرك الجواد عليه السلام، وهو ثقة عند كل رجاليّي الشيعة إذ وثقه جماعة مثل: النجاشي، والطوسي، وابن المطهر الحلي. وهو من المصنفين للكتب؛ إذ صنف الخراسانيُّ كتاب مسائل سأل فيها الإمام الرضا، ورواها عنه شيخ القميين زعيمهمأحمد بن محمد بن عيسى الأشعري القمي، كما ورد في ركلٍ من: جال النجاشي وفهرست الطوسي ورجاله وكتاب اختيار معرفة الرجال. وغيرها
وقد روى عن الخراساني جماعات من أكابر رواة أخبار الإمامية منهم: إبراهيم بن هاشم، وأحمد بن محمد بن عيسى الأشعري، والحسين بن سعيد الأهوازي، وعبد العظيم بن عبد الله الحسني، والحسن بن موسى الخشّاب، ومحمد بن الحسين بن أبي الخطاب، وعبد الله بن عامر الأشعري، وقيل: علي بن أسباط أيضا، وقد وقع في ما يقرب من اثنين وثلاثين مورداً في الكتب الأربعة.، وروى في مواضع كثيرة خارج الكتب الأربعة ككتب الشيخ الصدوق وغيرها.

## قراءة إضافية
- أعيان الشيعة. محسن الأمين، طبع بيروت - لبنان، تاريخ الطبع مفقود، منشورات دار التعارف.
- الذريعة إلى تصانيف الشيعة. آغا بزرگ الطهراني، طبع بيروت - لبنان، تاريخ الطبع مفقود، منشورات دار الأضواء.